# Los Desheredados (periódico)
Los Desheredados fue un periódico anarquista español de la década de 1880.
Fue editado en Sabadell por José López Montenegro entre los años 1882 y 1886. Aunque su título coincide con el del grupo clandestino anarquista Los Desheredados, una escisión andaluza de la Federación de Trabajadores de la Región Española, no tiene nada que ver con él.
Llevaba como subtítulo «Órgano defensor de todos los que aman la verdad y el bien. Periódico defensor de la Federación Española de Trabajadores» y era totalmente contrario al ilegalismo y a la propaganda por el hecho de sus homónimos Los Desheredados.